# Cephonodes santome
Cephonodes santome is een vlinder uit de familie pijlstaarten (Sphingidae). De wetenschappelijke naam van deze soort is voor het eerst geldig gepubliceerd in 2002 door Pierre.
De soort komt voor in het Afrotropisch gebied.